# NGC 5833
NGC 5833 је спирална галаксија у сазвежђу Рајска птица која се налази на NGC листи објеката дубоког неба.
Деклинација објекта је - 72° 51' 32" а ректасцензија 15h 11m 54,1s. Привидна величина (магнитуда) објекта NGC 5833 износи 12,0 а фотографска магнитуда 12,8. Налази се на удаљености од 37,462 милиона парсека од Сунца. NGC 5833 је још познат и под ознакама ESO 42-3, FAIR 840, IRAS 15066-7240, PGC 54250.